# 한국스포츠마사지자격협회
한국스포츠마사지자격협회(KSMCA, Korea Sports Massage Certificate Association)는 1990년에 스포츠마사지학의 권위자 김태영박사에 의해 설립된 비영리단체로서 스포츠마사지에 대한 체계화와 올바른 인식의 정착을 위해 설립되었다.  

## 한국스포츠마사지자격협회
한국스포츠마사지자격협회(KSMCA, Korea Sports Massage Certificate Association)는 1990년에 스포츠마사지학의 권위자 김태영박사에 의해 설립된 비영리단체로서 스포츠마사지에 대한 체계화와 올바른 인식의 정착을 위해 설립되었으며, 1994년에는 스포츠마사지 학문에 있어 세계적인 석학 A.A 비류꼬프박사를 초청하여 국제 스포츠마사지 세미나를 개최하였다. 2001 FIFA 컨페더레이션스컵 축구대회 국제심판 전담 스포츠마사지 팀을 지원하였고 이후 2002년 FIFA 한·일월드컵 및 2007년 FIFA U-17 월드컵, 2017년 FIFA U20 월드컵대회 국제심판들을 전담하는 스포츠마사지팀을 공식 지원한 바 있다. 제14회 부산 아시아경기를 비롯한 동아서울국제마라톤대회, 중앙서울국제마라톤대회, 전주 군산국제마라톤대회 등 각종 국내외 스포츠 경기 대회의 각국 대표선수단의 스포츠부상 예방과 경기력 향상을 위해 스포츠마사지 공식 지원사업을 수행하였다. 스포츠마사지를 통하여 국가와 사회발전에 기여한 공과 한·일월드컵의 성공적인 개최에 기여한 공을 인정하여 대통령 단체 표창을 수상하였다. 2018 평창올림픽대회에 공식 스포츠마사지팀을 파견하여 평창올림픽대회 성공개최를 위해 기여하였다. 한국스포츠마사지자격협회는 WSM 세계스포츠마사지연맹(World Sports Massage Federation : www.sportsmassage.org 보관됨 2021-08-20 - 웨이백 머신)공식 인정단체로서 최고의 스포츠마사지 의무트레이너를 양성하고 스포츠마사지학문을 보급하는 공익단체다.
한국스포츠마사지자격협회는 각종 국내외 스포츠대회 성공개최에 기여한 공로로 대통령상을 비롯한 각 지방자치단체에서 공로 감사장을 받은 바 있으며, 수많은 대회 조직위원회로부터 공로 감사장을 받았다.
KSMCA 한국스포츠마사지자격협회는 스포츠마사지학문과 관련, 세계 최고의 공신력과 기술력을 가진 비영리 스포츠마사지 선수의무트레이너 양성기관이다.
현재 KSMCA에서 스포츠마사지 자격연수를 이수하고 KSMCA에서 발급하는 공식 자격을 취득한 스포츠마사지 선수의무트레이너들이 전 세계에서 스포츠부상예방과 경기력 향상을 위해 활동하고 있다.
KSMCA 한국스포츠마사지자격협회 공식홈페이지 : www.sportsmassage.or.kr 보관됨 2018-12-28 - 웨이백 머신 www.daldalthai.com

## 협회 소개
한국스포츠마사지자격협회(Korea Sports Massage Certificate Association, KSMCA)는 대한민국의 스포츠마사지사를 양성하고 스포츠마사지 자격증을 검증하는 비영리 단체이다. 한국스포츠마사지자격협회는 1990년 1월1일에 스포츠마사지전문가 양성과 스포츠마사지학문 저변확대를 위하여 김태영 박사와 대한민국의 여러 저명한 학자들이 함께 협회를 설립하고 스포츠마사지를 통하여 올림픽, 세계선수권, 아시안게임을 비롯한 FIFA 월드컵대회에 참가하는 선수들의 스포츠부상예방과 경기력 향상을 위해 봉사하고 지원하는 대한민국의 스포츠마사지를 대표하는 비영리 협회이다. 
한국스포츠마사지자격협회는 대한민국 유일하게 WSM 세계스포츠마사지연맹(World Sports Massage Federation, WSM)이 인정하는 최고의 공신력과 기술력을 가진 스포츠마사지 전문기관이다.

## 임원진 소개
- 김태영 협회장
- 최만립 고문
- 손봉호 고문
- 하권익 고문
- 박철빈 고문

## 주요 공익 사업
- 스포츠마사지 유자격자 양성사업
- 각종 스포츠경기대회 스포츠마사지 전문가 지원사업
- 스포츠마사지 학문발전을 위한 각종 교육사업
- 스포츠마사지를 통하여 국가와 사회 발전을 위한 사업
- 스포츠마사지사 자격 검정사업
- 스포츠마사지지 관련법 재정 및 입법활동 사업
- 스포츠마사지를 통한 공익사업
- 기타 대한민국의 스포츠마사지를 대표하는 공익사업

## 주요 연혁
| 연도   | 내용 |
| ------ | --- |
| 1990년 | - 한국스포츠마사지자격협회 창설 - WSM 세계스포츠마사지연맹 대한민국 대표단체 가맹단체 승인                                                              |
| 1991년 | - 스포츠마사지사 양성 교육연수원 개설 |
| 1993년 | - 제1회 스포츠마사지사 자격검정 시험 실시 |
| 1994년 | - WSM 세계스포츠마사지연맹 지원 대한민국과 러시아 공동 스포츠마사지 세미나                                                                              |
| 1995년 | - 한국스포츠마사지자격협회 산하 전국 스포츠마사지 대학연맹 창설 - 춘천국제마라톤대회 공식 스포츠마사지팀 지원과 봉사활동                                |
| 1996년 | - 동아경주국제마라톤대회 공식 스포츠마사지팀 지원과 봉사활동                                                                                            |
| 1997년 | - 국내외 모든 마라톤대회 공식 스포츠마사지팀 지원과 봉사활동                                                                                            |
| 1999년 | - 스포츠마사지사 인터넷 자격조회 시스템 도입 |
| 2001년 | - FIFA 주관 대륙관컵 축구대회 공식 스포츠마사지팀 지원 봉사활동 - 2001 동아서울국제마라톤대회 공식 스포츠마사지팀 지원과 봉사활동                       |
| 2002년 | - FIFA 한·일월드컵축구대회 공식 스포츠마사지팀 지원 봉사활동 - 제14회 부산아시아경기대회 공식 대한민국 대표팀 공식 스포츠마사지팀 지원                  |
| 2003년 | - 인천광역시, 전라북도, 충주시, 파주시 등 각 지방자치단체 스포츠마사지 지정                                                                             |
| 2004년 | - 제24회 아시아태평양국제잼버리대회 공식 스포츠마사지 프로그램 지원 봉사활동 - 제13회 서울국제휠체어마라톤대회 공식 스포츠마사지 프로그램 지원 봉사활동 |
| 2006년 | - 한국최초 우주인선발대회 공식 스포츠마사지팀 지원 봉사활동                                                                                             |
| 2007년 | - FIFA 세계청소년월드컵축구대회 공식 스포츠마사지팀 지원 봉사활동                                                                                       |
| 2008년 | - 충주세계무술축제 공식 스포츠마사지팀 지원 봉사활동 |
| 2010년 | - 서울국제마라톤대회 공식 스포츠마사지팀 지원 봉사활동                                                                                                  |
| 2015년 | - 서울중앙국제마라톤대회 공식 스포츠마사지팀 지원 봉사활동                                                                                              |
| 2017년 | - FIFA U20 월드컵축구대회 공식 스포츠마사지팀 지원 봉사활동                                                                                             |
| 2018년 | - 평창동계올림픽 공식 스포츠마사지팀 지원 봉사활동 |
| 2019년 | - 강원옥스팜트레일워커대회 공식 스포츠마사지팀 지원 봉사활동                                                                                            |
| 2021년 | - 국제구호기관 재단법인 옥스팜 공식 스포츠마사지팀 지정                                                                                                 |

## 주요 상훈
- 대통령 단체표창
- 전라북도지사 단체감사장
- 대한체육회 대한근대5종연맹 단체감사장
- 대한체육회 대한요트협회 단체감사장
- 동아일보사 대표 단체감사장
- 대한가라데연맹·대한공수도연맹 단체감사장
- 한국항공우주연구원 단체감사장
- FIFA 세계청소년월드컵조직위원회 공로 기념패
- 충주세계무술축제 조직위원장 충주시장 감사패
- 중앙일보 대표 단체감사패
- 문화일보 대표 단체감사패
- 일간스포츠 대표 단체감사패
- 인천광역시장 단체 감사장
- 경향신문사 대표 단체감사장
- MBC ESS 스포츠 대표 단체감사장
- 고양시장 단체감사장
- 파주시장 단체감사장
- 강원도지사 단체감사장
- 재단법인 옥스팜코리아 단체감사장